# Ben Kay
Pour les articles homonymes, voir Kay.

a Compétitions nationales et continentales officielles uniquement.

b Matchs officiels uniquement.
Dernière mise à jour le 27 septembre 2010.
Benedict James Kay, plus simplement appelé Ben Kay, membre de l'Empire britannique, est un joueur de rugby international anglais né le 14 décembre 1975 à Liverpool. Il évolue au poste de deuxième ligne tant en sélection nationale qu'avec les Leicester Tigers après avoir commencé sa carrière professionnelle avec le club de Waterloo et rejoint les Leicester Tigers en 1999. Il possède un des plus beaux palmarès du rugby européen en tant que joueur.
Joueur du XV anglais depuis 2001, il fait partie de l'équipe qui réussit le grand chelem dans le Tournoi des Six Nations 2003 et enchaîne sur la victoire lors de la coupe du monde 2003 en Australie devant les tenants du titre australiens. Il est finaliste de l'édition 2007. Il connaît l'honneur d'être retenu parmi la sélection des Lions en tournée en 2005 en Nouvelle-Zélande. Il continue à jouer pour son club des Leicester Tigers avec lesquels il gagne notamment deux coupes d'Europe en 2001 et 2002 et trois titres consécutifs de champion d'Angleterre de 2000 à 2002. Il ajoute trois nouveaux titres en 2007, 2009 et 2010.

## Carrière

### Jeunesse et débuts avec Waterloo
Né à Liverpool, il s'initie au mini rugby au sein du club de Waterloo RFC dès l'âge de 5 ans dans l'équipe des moins de 9 ans. Son père, Sir John William Kay (1943 — 2004), a épousé Jeffa Connell en 1966, et a un fils, Ben, et deux filles. Son père a pratiqué jeune le rugby à XV et a été président du Waterloo RFC. Il fait une carrière brillante dans le domaine de la magistrature.

### Champion d'Europe (1999-2002)
Ben Kay entame sa première saison avec les Tigers qui défendent leur titre en championnat et retrouvent la coupe d'Europe après qu'un accord a été trouvé avec les clubs anglais concernant l'organisation de celle-ci. Leicester est éliminé dès la phase de groupes, terminant troisième de sa poule derrière le Stade français Paris et le Leinster. En revanche, le club anglais conserve son titre en championnat. 
Lors de la saison 2000-2001, la quatrième campagne européenne de Leicester, les Tigres sont opposés dans leur poule aux équipes des Glasgow Warriors, de Pontypridd RFC et de la Section paloise. L'équipe du Leicestershire remporte cinq de ses six matchs et termine première de la poule et deuxième au classement général ce qui lui offre un quart de finale à domicile. L'adversaire est le club gallois de Swansea RFC, qui est largement défait 41-10. La demi-finale est beaucoup plus intense contre l'équipe anglaise de Gloucester. La victoire des coéquipiers de Martin Johnson est acquise sur le score de 19 à 15. En finale, les Anglais affrontent le Stade français. Les deux équipes ne parviennent pas à creuser l'écart au score, dix coups de pied de Diego Dominguez répondent à deux essais de Leon Lloyd et un de Neil Back ainsi qu'à dix-neuf points au pied de Tim Stimpson. Les Leicester Tigers remportent finalement la rencontre sur le score de 34-30 et deviennent la troisième équipe anglaise à gagner la coupe d'Europe,. Dans le même temps, les Tigres remportent le championnat ainsi que le Zurich Championship, la phase de play-off introduite pour la première fois dans la compétition. Les Tigers s'adjugent donc leur troisième titre consécutif et réalisent le doublé coupe d'Europe-championnat. S'il ne marque pas d'essai, le deuxième ligne Ben Kay joue les neuf matchs de Coupe d'Europe tous comme titulaire pour un total de 706 minutes de jeu sur 720 possible; il est également titulaire à dix-sept reprises en phase régulière de championnat pour un match comme remplaçant. Les résultats de son équipe, sa contribution lui valent d'être convoqué au plus haut niveau. 
Il honore sa première cape internationale en équipe d'Angleterre le 2 juin 2001 contre l'équipe du Canada. Cette tournée en Amérique du Nord est l'occasion de tester de jeunes talents comme Lewis Moody, 23 ans, ou Jamie Noon, 22 ans, ou des joueurs comme Ben Kay. Cinq Anglais font leurs débuts internationaux pour une victoire 22-10.

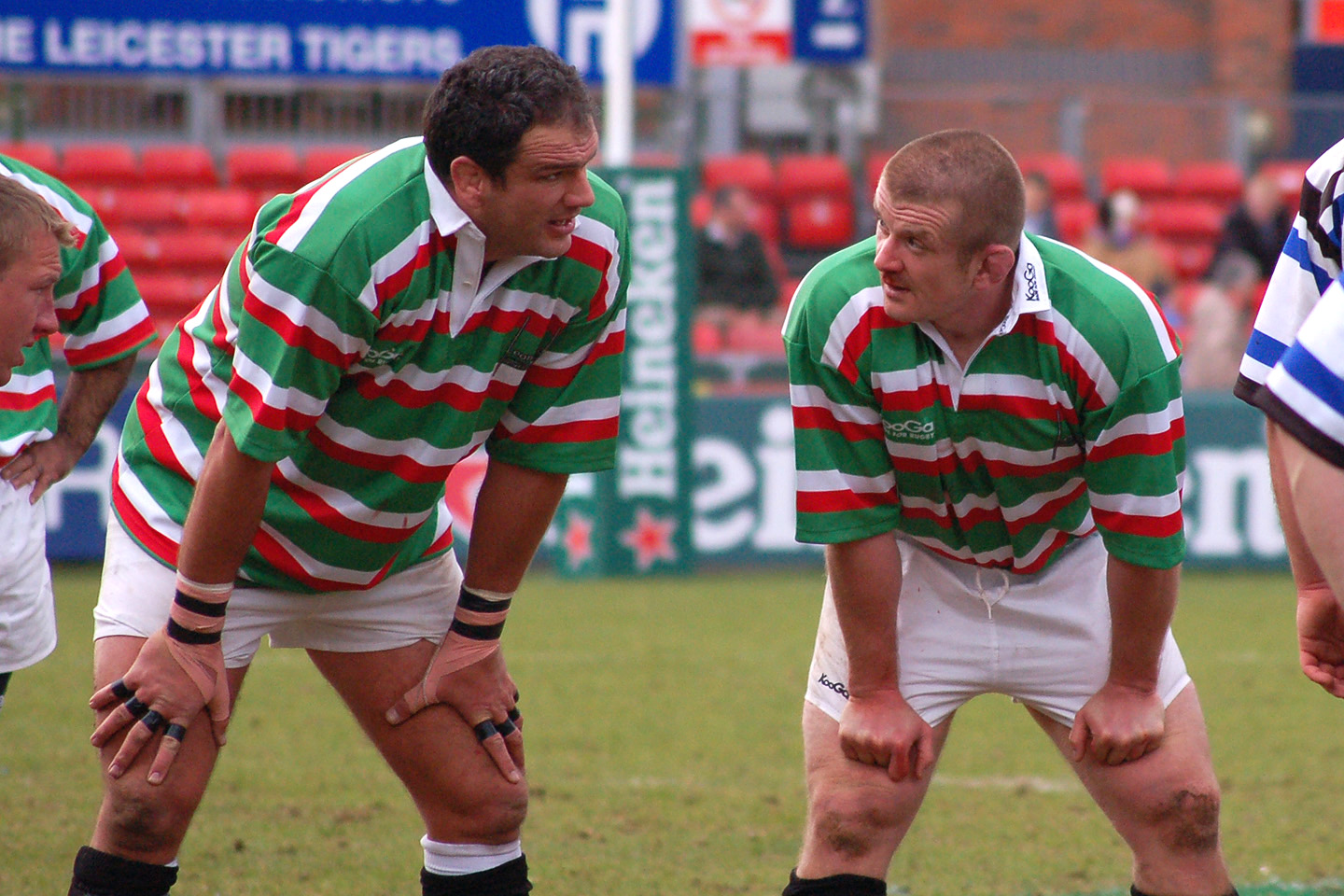
Martin Johnson et Graham Rowntree sont des coéquipiers de Ben Kay chez les Leicester Tigers de 1999 à 2005.

La défense du titre européen acquis l'année précédente est l'objectif des Tigers lors de la saison 2001-2002. Le club anglais hérite d'une poule abordable avec le Llanelli RFC, l'USA Perpignan et le club italien de Calvisano. Le premier match contre les Gallois est âpre et émaillé de cartons jaunes. Le club anglais gagne la rencontre d'une courte tête sur le score de 12 à 9. Leicester enchaîne ensuite sur quatre victoires consécutives contre Calvisano et Perpignan contre lequel Ben Kay inscrit un essai. La défaite contre Llanelli lors du dernier match de poule n'a que peu d'incidence car Leicester a assuré sa qualification et sa première place dans le groupe dès la cinquième journée. En quart de finale, les Anglais éliminent le Leinster puis retrouve Llanelli en demi-finale. La match est de nouveau très serré mais Ben Kay et ses coéquipiers se qualifient sur le fil grâce à une pénalité de 58 mètres réussie par Tim Stimpson à la dernière minute. En finale, Leicester affronte le Munster. La passion populaire est grande pour cette finale arbitrée par Joël Jutge qui se déroule au Millennium Stadium de Cardiff. Le résultat est serré, 19-15 en faveur de Leicester qui devient le premier club à conserver son titre européen. Ben Kay est titulaire pour les quarts de finale, demi-finale et finale après avoir commencé quatre matchs sur six en poule. Or l'effectif de Leicester est impressionnant. Lors du match de poule contre Perpignan remporté 54-15, les avants sont composés par Graham Rowntree, George Chuter, Darren Garforth - Louis Deacon, Ben Kay - Lewis Moody, Neil Back (cap.), Will Johnson. La concurrence est dure sous la houlette de Dean Richards, l'entraîneur. Martin Johnson ne joue pas, comme Perry Freshwater, Dorian West, Paul Gustard, Josh Kronfeld ou Martin Corry.
La belle saison des Tigers se conclut sur un quatrième titre consécutif (le troisième pour Ben Kay) en championnat même si le club est éliminé par les Bristol Shoguns dès les quarts de finale du Zurich Championship.
Ben Kay retrouve l'équipe nationale pour le match de novembre contre les Wallabies, comme titulaire au côté de Danny Grewcock. Il participe à la rencontre contre la Roumanie formant la paire avec Steve Borthwick, pour une victoire record 134-0. Il est remplaçant contre les Springboks qui voit la victoire 29-9 du XV de la rose. 
Lors du tournoi des six nations 2002, l'Angleterre gagne contre l'Écosse et l'Irlande, puis s'incline contre la France au stade de France. Les Anglais gagnent ensuite leurs deux derniers matchs contre le pays de Galles et l'Italie mais la France remporte le grand chelem. Le joueur natif de Liverpool joue les cinq matchs, inscrivant un essai contre les Irlandais. Il enchaîne avec un match contre l'Argentine à Buenos Aires durant l'été 2002 où il marque son deuxième et dernier essai sous le maillot anglais; il participe aux test matchs de novembre où son équipe bat les trois géants de l'hémisphère sud à Twickenham à une semaine d'intervalle : des victoires 31-28 contre les All Blacks,, 32-31 contre les Wallabies et 53-3 contre les Springboks. Cette belle série prometteuse à moins d'un an de la coupe du monde est un message fort envoyé à tous leurs adversaires.

### Grand chelem et coupe du monde en 2003

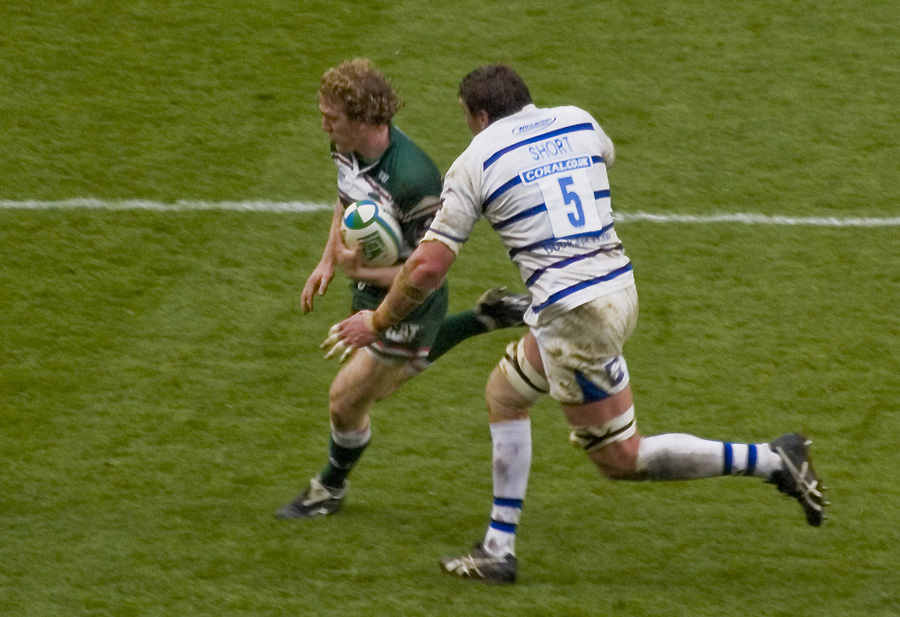
Sam Vesty est le partenaire de Ben Kay avec Leicester de 2002 à 2010.

Le club des Leicester Tigers aborde la nouvelle saison pour défendre ses deux titres en championnat et en coupe d'Europe, mais il échoue à les conserver. En championnat, le club anglais termine sixième et ne se qualifie pas pour la phase de play-off. Lors de sa saison européenne 2002-2003, il se retrouve dans une poule avec une opposition modeste avec le Neath RFC, Rugby Calvisano et l'AS Béziers. Le club anglais termine premier de son groupe avec cinq victoires et un match nul concédé contre le club gallois, s'assurant ainsi un quart de finale à domicile. Les coéquipiers de Ben Kay retrouvent leur adversaire de la dernière finale, le Munster. Le club irlandais prend sa revanche et élimine les Tigers en venant gagner 20 à 7 à Welford Road.
Si la saison en club est stérile de titre, Ben Kay vit sa plus belle année en tant que joueur de la sélection nationale avec la conquête de deux titres majeurs de sa carrière. Il est à nouveau sélectionné pour participer au tournoi des six nations. Lors du match d'ouverture en février 2003, l'Angleterre défait la France 25 à 17,, avec vingt points inscrits au pied par Jonny Wilkinson et un essai de Jason Robinson. La sélection anglaise gagne ensuite contre le pays de Galles, l'Italie et l'Écosse. Dans le même temps, l'Irlande remporte elle aussi tous ses matchs, le match entre les deux équipes à Lansdowne Road s'annonce alors décisif pour l'attribution du titre. L'Angleterre gagne la rencontre largement 42 à 6, et remporte le tournoi en réalisant le grand chelem. C'est le premier grand chelem pour le deuxième ligne anglais.
Après le tournoi, le XV de la rose effectue une tournée en juin dans l'hémisphère sud. L'équipe affronte d'abord la Nouvelle-Zélande le 14 juin dans de mauvaises conditions climatiques et gagne 15-13. Les Anglais gagnent 25 à 14 contre l'Australie la semaine suivante, remportant un doublé historique. L'Angleterre effectue un dernier match de préparation avant la coupe du monde contre la France début septembre. Ben Kay et ses coéquipiers surclassent les Français en marquant cinq essais pour une victoire 45 à 14.

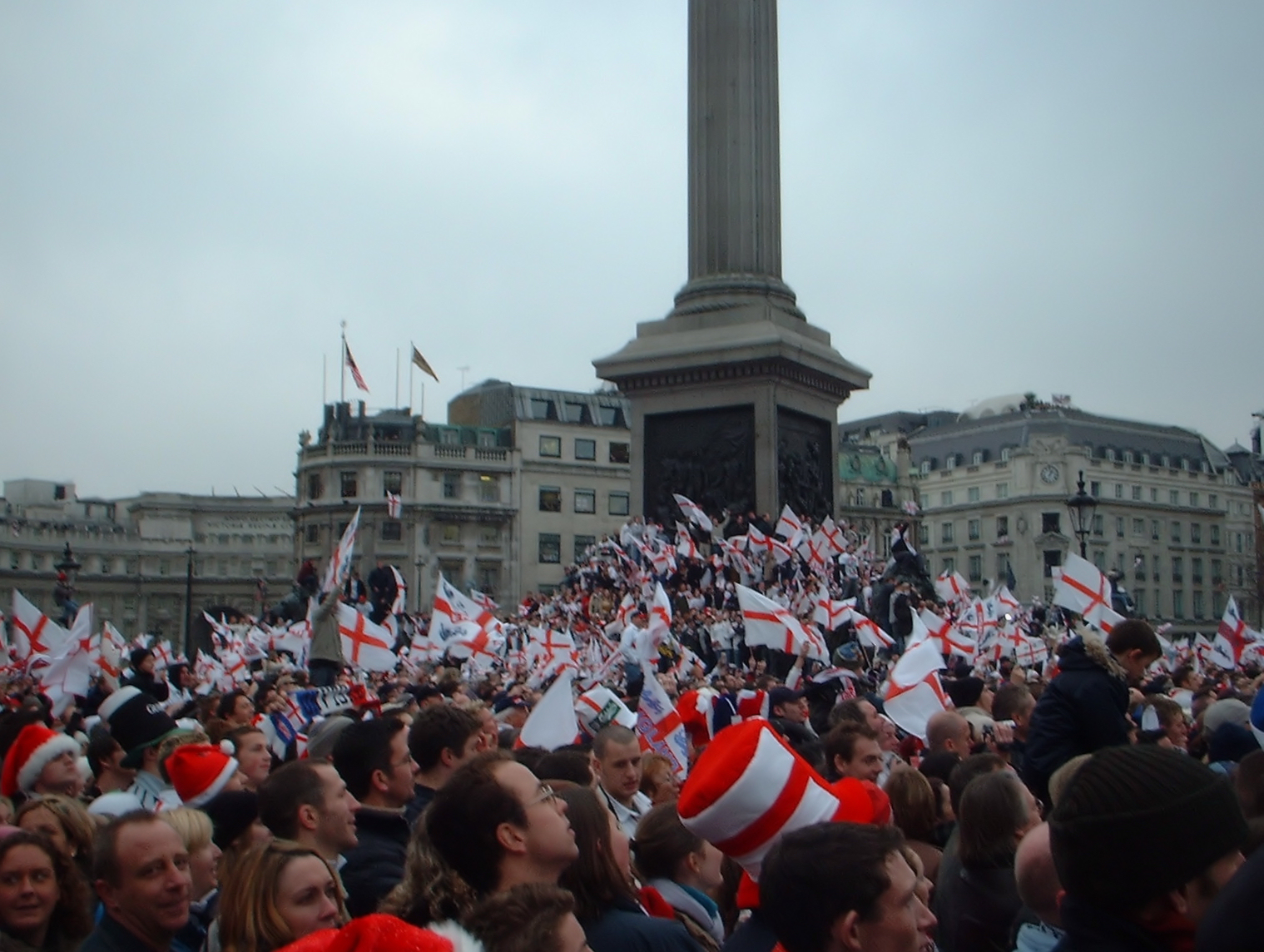
Célébrations à Trafalgar Square après la victoire de l'Angleterre en coupe du monde.

Au mois d'octobre, l'Angleterre commence la coupe du monde 2003 à Subiaco Oval et s'impose facilement 84-6 contre la Géorgie. Ben Kay est titulaire au côté de Martin Johnson en deuxième ligne. Lors du second match de poule contre les Springboks, Wilkinson marque vingt des vingt-cinq points de l'équipe et Will Greenwood un essai pour une victoire 25 à 6. La troisième rencontre contre les Samoa est remportée difficilement 35-22. Enfin, l'Angleterre s'impose largement 111-13 dans le dernier match contre l'Uruguay, Ben Kay est laissé au repos. L'équipe finit à la première place de la poule C et se qualifie pour la suite de la compétition. Lors des quarts de finale, le XV de la Rose défait le pays de Galles au Suncorp Stadium sur le score de 28 à 17. En demi-finale, les Anglais retrouvent la France qu'ils battent 24 à 7 avec un Jonny Wilkinson auteur de tous les points de son équipe. Lors de la finale contre l'Australie, alors que les deux équipes sont à égalité 17 partout lors de la prolongation, Wilkinson passe un drop du pied droit à 26 secondes de la fin du temps réglementaire, assurant ainsi la première victoire de l'Angleterre en coupe du monde,. Bien que certains, comme David Campese, dénoncent un style de jeu anglais « ennuyeux », Ben Kay et ses coéquipiers décrochent la coupe Webb Ellis.

### Fin de la collaboration avec Martin Johnson (2004-2005)

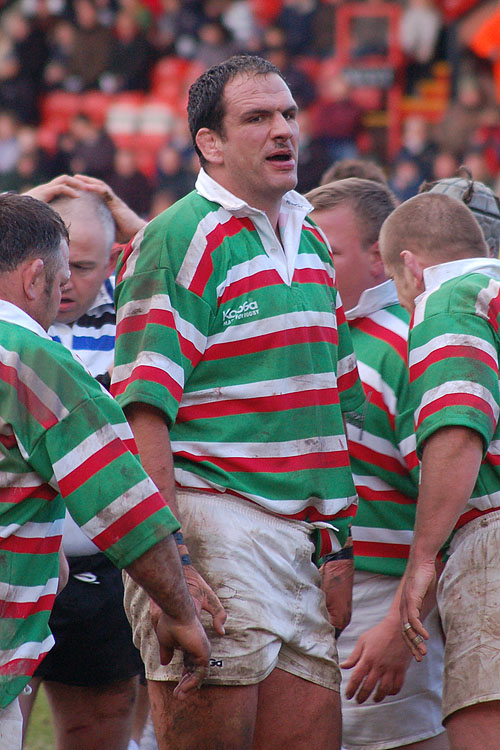
Martin Johnson met un terme à sa carrière en 2005, après six ans de binôme avec Ben Kay, par exemple pour une double titre de champion d'Europe avec Leicester en 2001 et 2002.

En raison de sa participation à la coupe du monde, Ben Kay manque le début de saison de Leicester. Il ne rejoint le club que le 29 novembre 2003 pour un match de championnat contre Bath perdu 12-13. Louis Deacon profite de la Coupe du monde 2003 pour jouer davantage et s'imposer dans le club. Leicester termine à la cinquième place du championnat et manque la phase finale pour la seconde année de suite. En coupe d'Europe, le club anglais ne sort pas de la phase de poule, barré par le Stade français qui termine premier et seul qualifié du groupe. 
Après la retraite internationale de Martin Johnson, Ben Kay entame le tournoi associé à Steve Borthwick et par deux victoires puis l'Angleterre s'incline à domicile 13-19 contre l'Irlande. C'est la première défaite de Ben Kay avec le XV de la rose après 22 victoires consécutives. L'Angleterre perd une nouvelle fois 21-24 contre la France qui réussit le grand chelem. 
L'année suivante, Leicester tombe dans une poule relevée où il affronte les champions en titre des London Wasps, le Biarritz olympique et Calvisano. La double confrontation avec les Londoniens tourne à l'avantage des Tigers, et Ben Kay et ses coéquipiers se qualifient pour les quarts de finale en tant que meilleur deuxième, terminant à trois points du leader biarrot. En quart de finale, le club anglais se déplace en Irlande à Lansdowne Road et maîtrise le match disputé contre le Leinster pour s'imposer 29-13 et retrouver Toulouse en demi-finale. Le club de la ville rose l'emporte 27 à 19 en Angleterre et Ben Kay échoue à remporter une troisième coupe d'Europe. En championnat, Leicester termine premier de la phase régulière et se qualifie directement pour la finale des play-off. En finale, Leicester retrouve les London Wasps pour la cinquième fois de la saison après une double confrontation en championnat et en coupe d'Europe qui s'est soldée à l'avantage des Tigers - trois victoires et un match nul. Mais les Londoniens remportent la finale disputée le 14 mai 2005 sur le score de 39 à 14, troublant les festivités des départs de Neil Back et Martin Johnson,.
Le deuxième ligne anglais de Leicester est sélectionné pour le tournoi des six nations 2005. Pour la première journée, Ben Kay et ses coéquipiers s'inclinent 11-9 contre l'équipe du pays de Galles. Lors du premier match joué à Twickenham, le XV anglais mène 17-6 à la pause avec deux essais d'Olly Barkley et Josh Lewsey avant d'être débordé par la France et son buteur Dimitri Yachvili, auteur de six pénalités, pour une victoire 18-17. La fin du tournoi est compromise après une nouvelle défaite contre l'Irlande. L'Angleterre gagne l'Italie et l'Écosse, terminant seulement quatrième, Ben Kay a disputé tous les matchs du tournoi 2005 comme titulaire. 
Ben Kay participe à la tournée des Lions britanniques et irlandais de 2005. Il dispute son premier match sous le maillot des Lions le 23 mai au Millennium Stadium contre les Pumas. L'équipe des Lions britanniques et irlandais joue mal concédant le match nul sur une pénalité accordée au bout de huit minutes d'arrêt de jeu. Et pourtant, cette équipe d'Argentine est privée de vingt-cinq de ses meilleurs joueurs en raison des championnats nationaux. La rencontre se termine sur un score de 25-25. Il joue titulaire au côté de Paul O'Connell lors de la rencontre des Lions contre la Nouvelle-Zélande, perdu 21-3. Il ne joue pas les autres test matchs, jouant une nouvelle rencontre contre une fédération régionale (sa troisième de la tournée) le 5 juillet contre Auckland.

### Doublé coupe-championnat (2006-2007)

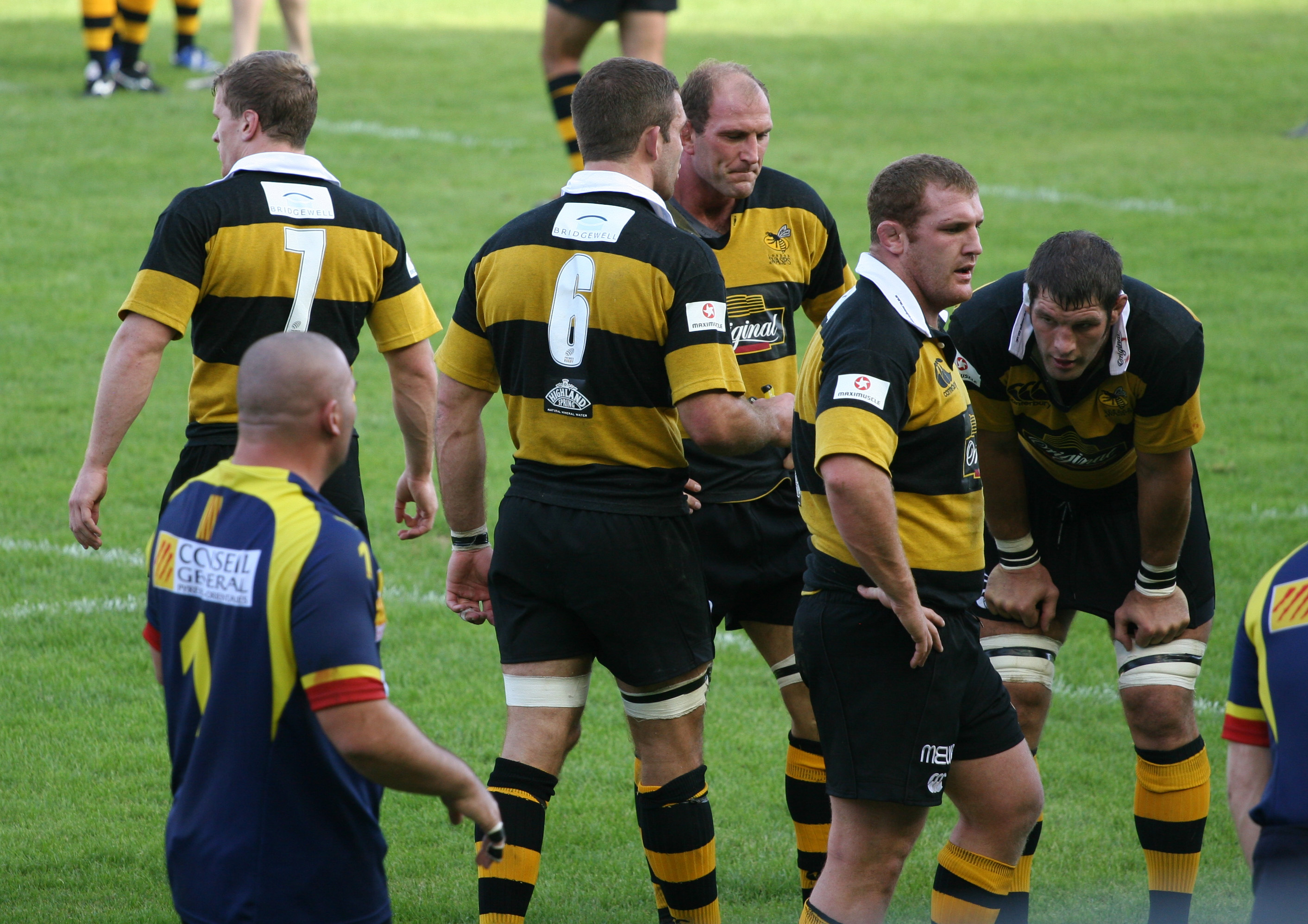
Les London Wasps privent Ben Kay d'un nouveau titre en Coupe d'Europe 2006-2007.

Pour cette saison 2006-2007, Leicester est opposé au Munster, champion en titre, au CS Bourgoin-Jallieu et à Cardiff. Le début des Irlandais est très sérieux. Munster l'emporte à Leicester 21-19. Les Tigres réagissent bien en alignant quatre succès, avec une victoire 57-3 face à Bourgoin, avec huit essais, dont un triplé de Lewis Moody, puis une autre victoire 34-0 contre Cardiff, avec six essais réussis par Alesana Tuilagi, Dan Hipkiss, Daryl Gibson, Seru Rabeni, Lewis Moody et Martin Corry. Leicester, en quête d'un exploit pour se qualifier, l'emporte à Limerick. Leicester termine premier de poule et joue à domicile le Stade français. Lors d'un match assez équilibré, les Anglais l'emportent par le plus petit des écarts, 21-20,, Seru Rabeni et Tom Varndell inscrivent deux essais contre un pour les Français, par Juan Martín Hernández. Lors de la demi-finale, les Anglais rencontrent les Gallois de Llanelli, invaincus, et ils s'imposent 33-17 au Walkers Stadium, pour prétendre remporter une troisième couronne européenne. Les Tigers ont remporté le championnat d'Angleterre et sont favoris contre les London Wasps. Et pourtant, le match est largement remporté par les Londoniens, avec la roublardise de Raphaël Ibanez, à l'origine des deux essais de son équipe,,. Leicester pourtant favori manque un triplé historique après ses victoires en Championnat d'Angleterre et dans la Coupe anglo-galloise.

### Retour en équipe d'Angleterre (2007-2008)

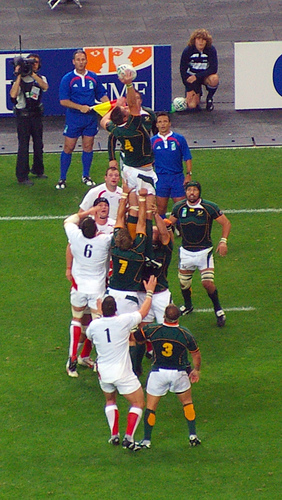
Ben Kay et l'Angleterre sont dominés à deux reprises par l'Afrique du Sud lors de la coupe du monde 2007.

Pour son retour dans l'équipe lors d'un match de préparation à la coupe du monde de rugby à XV 2007, il est titulaire au poste de deuxième ligne lors de la rencontre contre la France à Twickenham.
Pour le premier match de la coupe du monde à Lens contre les États-Unis, le joueur de Leicester est titulaire. Malgré la victoire 28-10, l'Angleterre ne convainc pas. Pour le deuxième match de la poule contre les Sud-Africains, décisif pour l'attribution de la première place, Brian Ashton titularise de nouveau Ben Kay au côté de Simon Shaw,. L'Angleterre est humiliée 36 à 0 et vise dorénavant la seconde place du groupe. Notamment en deuxième ligne l'Afrique du Sud présente deux joueurs de premier plan, Bakkies Botha et Victor Matfield. Le joueur de Leicester dispute également les rencontres contre les Samoa et les Tonga qui qualifient les Anglais pour le second tour de la compétition. Lors du quart de finale contre l'Australie, le pack anglais met une pression énorme tout le match à son vis-à-vis australien, ce qui empêche les Wallabies de développer du jeu. En demi-finale, le XV de la rose affronte la France et reproduit le même schéma qui lui permet de remporter le match 14-9 et lui ouvre les portes de la finale. Ben Kay et ses coéquipiers retrouvent l'Afrique du Sud pour le dernier match au Stade de France le 20 octobre 2007. La rencontre est plus serrée que celle disputée lors de la phase de groupe mais les Springboks s'imposent une nouvelle fois sur le score de 15 à 6 et remportent la coupe Webb Ellis. Ben Kay dispute tous les matchs de la Coupe du monde comme titulaire sous le maillot anglais. C'est pourtant là la dernière fois.

Ben Kay est seulement remplaçant pour le tournoi des six nations 2008, les premiers choix sont Simon Shaw et Steve Borthwick. Les Anglais dominent la première mi-temps du match contre les Gallois marquant leur seul essai du match par Toby Flood. La seconde mi-temps voit les Gallois prendre le match en main en marquant deux essais en deux minutes par Lee Byrne et Mike Phillips. Les deux transformations réussies par James Hook permettent alors aux Gallois de s'imposer par 26 à 19. C'est la première victoire des Gallois à Twickenham depuis 1988. Ben Kay joue trente-six minutes en deuxième période. Deux semaines plus tard, au Stade de France, le XV de la Rose sauve l'honneur en s'offrant la victoire face au XV de France sur le score de 13-24. Seulement, Ben Kay n'a pas joué après seulement trois minutes de jeu contre les Italiens. À Murrayfield, dans un match sans essai, les Anglais sont dominés par les Écossais qui remportent à domicile leur seule victoire de l'édition 2008. Cette défaite remet en cause la présence du technicien Brian Ashton à la tête de l'équipe,. Malgré la victoire contre l'Irlande 33-10, Brian Ashton est remplacé. 

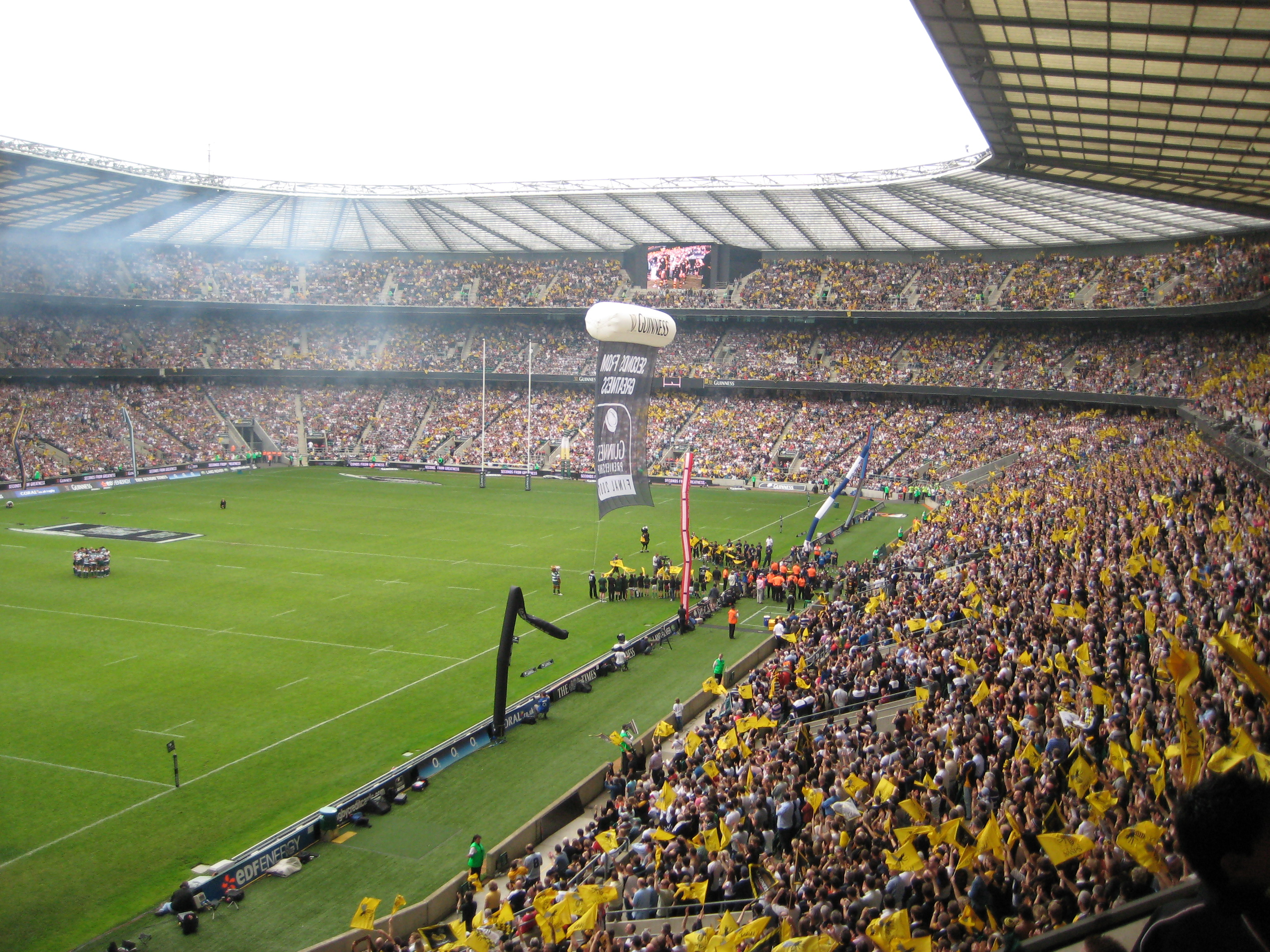
Dallaglio et ses coéquipiers remportent la finale du championnat 2008 26-16 contre Leicester à Twickenham.

Martin Johnson devient manager général de l'équipe d'Angleterre le 16 avril 2008 en remplacement d'Ashton par un vote à l'unanimité du comité directeur de la fédération. Ben Kay perd sa place en équipe d'Angleterre sauf pour les deux tournées de juin 2008 et 2009, après avoir seulement disputé 73 minutes de jeu en quatre rencontres du tournoi 2008. En effet, Martin Johnson choisit Steve Borthwick comme capitaine, ce qui en fait un titulaire indiscutable. Il ne reste plus qu'un poste en deuxième ligne. En juin 2009, nombre d'internationaux anglais participent à la tournée des Lions britanniques et irlandais de 2009. Et donc, la sélection est élargie.
Auparavant, en coupe d'Europe 2007-2008, le club de Leicester ne sort pas de la phase de poule, barré par le Stade toulousain qui termine premier et seul qualifié du groupe. Les Leicester Tigers battent 34-24 les London Wasps en demi-finale de la Coupe anglo-galloise 2007-2008 mais l'équipe de Ben Kay s'incline 6-23 en finale face aux Ospreys. Gloucester termine la phase régulière du championnat d'Angleterre 2007-2008 en tête mais est battu en demi-finale par les Leicester Tigers, quatrièmes, 25-26. Les Leicester Tigers jouent en finale les London Wasps, deuxièmes de la phase régulière, qui ont battu Bath en demi-finale 21 à 10. Les coéquipiers de Lawrence Dallaglio battent les coéquipiers de Ben Kay 26 à 16. Marco Wentzel dispute la finale au côté de Ben Kay. Ben Kay se contente en 2008 de deux finales perdues.

### Champion d'Angleterre et finaliste de la Coupe d'Europe (2008-2010)

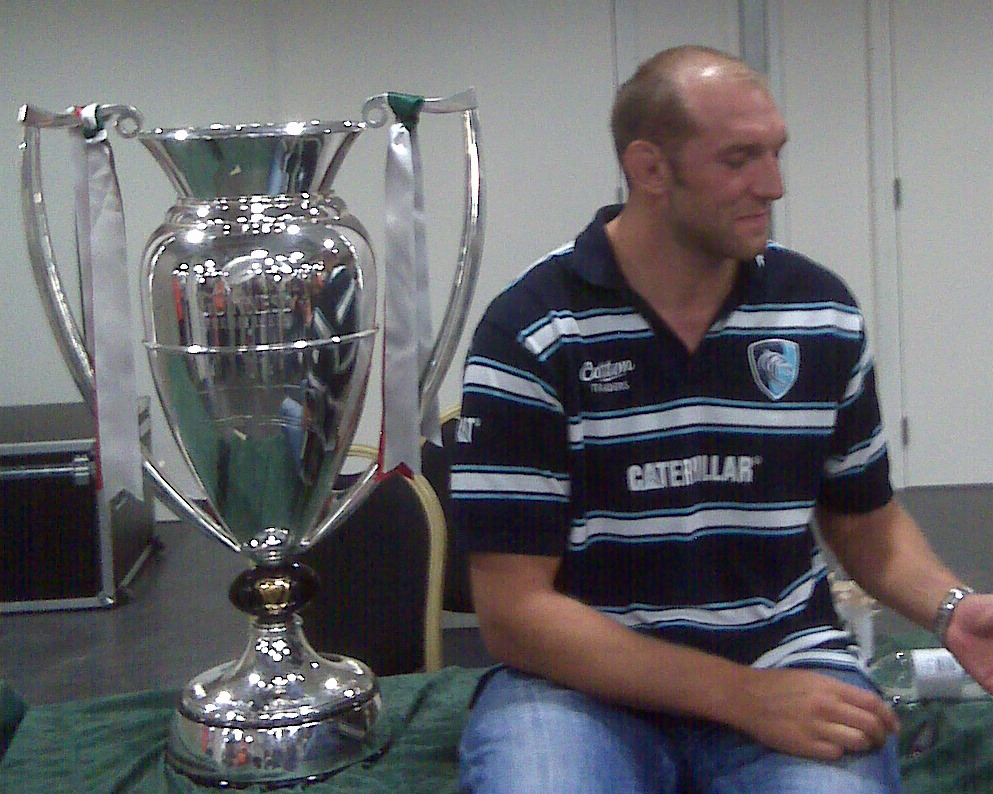
Ben Kay avec le trophée du championnat d'Angleterre remporté lors de la saison 2008-2009.

La saison suivante est davantage une réussite. Les Leicester Tigers terminent premiers de la phase régulière du championnat 2008-2009. Ils concèdent leur seule défaite à domicile contre les London Wasps. En play-off, le club de Ben Kay rencontre Bath en demi-finale et s'impose 24 à 10. Les London Irish sont l'adversaire de la finale disputée le 16 mai 2009 au stade de Twickenham. Les Tigers l'emportent 10 à 9. Ben Kay est le joueur qui a disputé le plus de matchs avec son club avec 23 matchs de championnat sur 24 possibles, 9 matchs de Coupe d'Europe sur 9 et 3 matchs de Coupe sur 3 pour un total de 35 matchs sur 36 possibles,.
Le début de saison 2009-2010 des Anglais en Coupe d'Europe est délicat avec un match nul concédé à Leicester 32-32. Geordan Murphy, Alesana Tuilagi, Toby Flood, Sam Vesty, Harry Ellis, Dan Hipkiss, Aaron Mauger et Matt Smith sont indisponibles dans les lignes arrières. Les coéquipiers de Ben Kay ne passent pas le cap des poules. Par contre, les Leicester Tigers terminent encore premiers de la phase régulière du championnat. Le deuxième ligne négocie avec Richard Cockerill pour prolonger son contrat, il a 34 ans. Les difficultés financières en Angleterre comme en France obligent les clubs à réfléchir à réduire leur effectif en 2009-2010 et en 2010-2011. Le deuxième ligne annonce qu'il quitte le club à la fin de la saison. Leicester parvient en finale du championnat pour sa sixième finale consécutive en battant Bath 15-6 sans utiliser les services de Ben Kay. S'il a quelques propositions, il met un terme à sa carrière de joueur pour accepter l'offre d'ESPN et devenir commentateur. 

## Palmarès

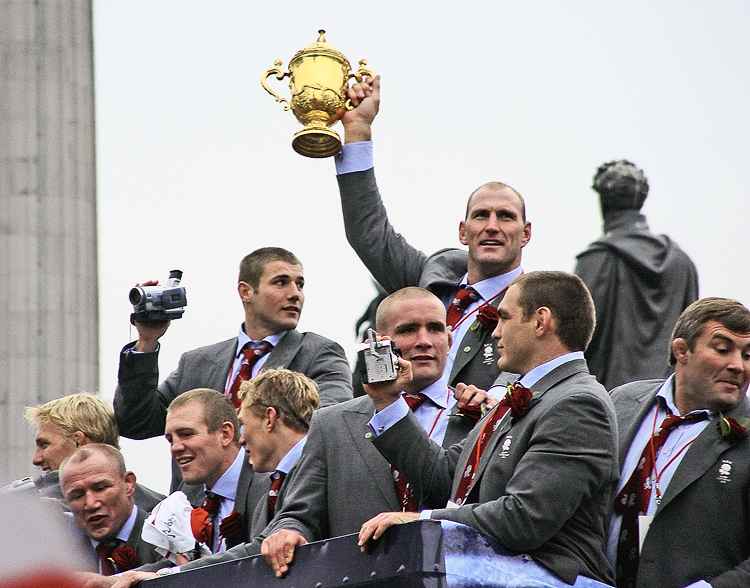
Triomphe pour les Anglais champions du monde en 2003.

Pendant sa carrière de joueur de rugby à XV professionnel, Ben Kay se construit un solide palmarès tant en club qu'en équipe nationale, le titre de champion du monde 2003 restant l'exploit le plus retentissant de sa carrière.

### En club
Ayant effectué la plus grande partie de sa carrière avec les Leicester Tigers, Ben Kay remporte au moins une fois toutes les compétitions auxquelles il participe avec le club anglais. Il remporte la coupe d'Europe à deux reprises en 2001 et 2002 et perd deux finales en 2007 et 2009 pour un total de onze participations à la compétition européenne. Sur le plan national, il gagne le championnat d'Angleterre à six reprises dont trois fois consécutives : 2000, 2001, 2002, 2007, 2009 et 2010. Il termine vice-champion d'Angleterre en 2005 et 2008. Il remporte également la coupe d'Angleterre en 2007 pour une finale perdue en 2008. Enfin, il gagne le trophée des Champions en 2002 face au Biarritz olympique.

### En équipe nationale
Ben Kay participe à deux Coupes du monde, avec un titre de champion du monde 2003 et une place de finaliste en 2007. Il remporte également un Tournoi en 2003, réalisant le Grand chelem.

#### Coupe du monde
| Édition        | Rang                   | Résultats Angleterre | Résultats Ben Kay | Matchs Ben Kay |
| -------------- | ---------------------- | -------------------- | ----------------- | -------------- |
| Australie 2003 | Champion du monde      | 7 v, 0 n, 0 d        | 6 v, 0 n, 0 d     | 6/7            |
| France 2007    | Vice-champion du monde | 5 v, 0 n, 2 d        | 5 v, 0 n, 2 d     | 7/7            |

Légende : v = victoire ; n = match nul ; d = défaite.

#### Tournoi
| Édition          | Rang | Résultats Angleterre | Résultats Ben Kay | Matchs Ben Kay |
| ---------------- | ---- | -------------------- | ----------------- | -------------- |
| Six Nations 2002 | 2    | 4 v, 0 n, 1 d        | 4 v, 0 n, 1 d     | 5/5            |
| Six Nations 2003 | 1    | 5 v, 0 n, 0 d        | 5 v, 0 n, 0 d     | 5/5            |
| Six Nations 2004 | 3    | 3 v, 0 n, 2 d        | 3 v, 0 n, 2 d     | 5/5            |
| Six Nations 2005 | 4    | 2 v, 0 n, 3 d        | 2 v, 0 n, 3 d     | 5/5            |
| Six Nations 2008 | 2    | 3 v, 0 n, 2 d        | 3 v, 0 n, 2 d     | 5/5            |

Légende : v = victoire ; n = match nul ; d = défaite ; la ligne est en gras quand il y a grand chelem.

## Statistiques

### En club
Au cours de sa carrière avec les Leicester Tigers, Ben Kay dispute 273 matchs et marque 12 essais. Il participe notamment à 65 matchs de coupe d'Europe au cours desquels il marque deux essais.

### En équipe nationale
En dix années, Ben Kay dispute 62 matchs avec l'équipe d'Angleterre au cours desquels il marque deux essais et dix points. Il participe notamment à cinq tournois des six nations (25 matchs) et à deux coupes du monde (2003 et 2007) pour un total de treize rencontres disputées en deux participations,. 

### Avec les Lions britanniques
Ben Kay participe à une tournée des Lions britanniques en 2005 au cours desquelles il dispute cinq matchs. Il dispute notamment deux test matchs : un contre l'Argentine et un contre les All Blacks.